# Olympische Jugend-Winterspiele 2012/Teilnehmer (Peru)
| Gelbes Symbol für Goldmedaillen mit stilisierten Olympischen Ringen | Graues Symbol für Silbermedaillen mit stilisierten Olympischen Ringen | Braundes Symbol für Bronzemedaillen mit stilisierten Olympischen Ringen |
| ------------------------------------------------------------------- | --------------------------------------------------------------------- | ----------------------------------------------------------------------- |
| —                                                                   | —                                                                     | —                                                                       |

Peru nahm an den Olympischen Jugend-Winterspiele 2012 in Innsbruck mit einer Athletin in einer Sportart teil.

## Sportarten

### Ski Alpin
| Athleten      | Wettbewerb   | Durchgang 1 | Durchgang 2        | Gesamt             | Gesamt             |
| Athleten      | Wettbewerb   | Zeit        | Zeit               | Zeit               | Rang               |
| ------------- | ------------ | ----------- | ------------------ | ------------------ | ------------------ |
| Mädchen       |              |             |                    |                    |                    |
| Isabella Todd | Slalom       | 1:43,15 min | 1:38,85 min        | 3:22,00 min        | 28                 |
| Isabella Todd | Riesenslalom | DNF         | nicht qualifiziert | nicht qualifiziert | nicht qualifiziert |